# Christiane Krüger
Christiane Krüger (Hamburg, 8 september 1945) is een Duitse actrice.

## Biografie
Christiane Krüger is een dochter van Hardy Krüger (1928-2022) en de actrice Renate Densow (1918–2006), zijn eerste vrouw. Ze groeide op in Zwitserland en kreeg haar opleiding van de acteerlerares Else Bongers in Berlijn. Ze maakte haar debuut in het Theater Koblenz en in de Komödie Berlin.
Ze maakte haar filmdebuut in 1967 in 48 Stunden bis Acapulco. Sindsdien heeft ze talloze rollen gespeeld in films, maar vooral op televisie. Ze verscheen ook in twee Edgar Wallace-films. Een van haar weinige hoofdrollen in de bioscoop in 1973 was de vrouw van een dictator, die doet denken aan Eva Perón in Sie nannten sie kleine Mutter. In de bekende televisieseries Der Kommissar, Derrick, Der Alte, Tatort en SOKO 5113 verscheen ze meerdere keren. In 1982/83 ging ze op theatertournee als Horst Jansons podiumpartner en er volgden nog twee tournees.
In 1972 werd ze gefotografeerd voor de Duitse Playboy.
In 1974 trouwde ze met de schilder en fotograaf Manfred Bockelmann, de broer van de zanger Udo Jürgens. Hun zoon Tim Krüger-Bockelmann werkt ook als acteur. Het huwelijk eindigde in 2011 in een scheiding. Christiane Krüger woont aan de Starnberger See.

## Filmografie
- 1967: 48 Stunden bis Acapulco
- 1968: Der Mann mit dem Glasauge
- 1969: Das ausschweifende Leben des Marquis de Sade (De Sade)
- 1969: Das Gesicht im Dunkeln
- 1969: 11 Uhr 20 (tv-film)
- 1970: Boomerang
- 1970: Der Kommissar – Messer im Rücken
- 1970: Paul Temple – Die Zigarre (tv-serie)
- 1971: Fluchtweg St. Pauli – Großalarm für die Davidswache
- 1971: Der Kommissar – Der Tod des Herrn Kurusch
- 1973: Sie nannten sie kleine Mutter (Little Mother)
- 1973: Mordprojekt G (The Internecine Project)
- 1974: Tatort: Playback oder die Show geht weiter (tv-reeks)
- 1974: Auch ich war nur ein mittelmäßiger Schüler
- 1974: Der Kommissar – Der Liebespaarmörder
- 1976: Mit Rose und Revolver (tv-serie)
- 1977: Die Mädchen aus dem Weltraum (tv-serie)
- 1977: Es muß nicht immer Kaviar sein (tv-serie)
- 1977: Der Alte – Konkurs (tv-serie)
- 1978: Eine seltsame Bescherung
- 1979: Das Gold der Wüste (Golden Soak)
- 1979: Der Graf von Monte Christo (Le Comte de Monte-Cristo, tv-meerdeler)
- 1980: Arsène Lupin joue et perd
- 1980–1994: Derrick (tv-serie, 8 afleveringen)
- 1981: Sehnsucht nach dem rosaroten Chaos (Salut, j'arrive)
- 1982: Der Alte – Die Beute
- 1982: Der letzte Kampf (Le dernier combat)
- 1982: Tatort: Trimmel und Isolde
- 1983: Unsere schönsten Jahre (tv-film)
- 1984: Schwarz Rot Gold – Blauer Dunst (tv-serie)
- 1984: Streng vertraulich (ook co-draaiboek)
- 1984: Eine Frau für gewisse Stunden
- 1985: Der Alte – Flüstermord
- 1985: Anne of Green Gables
- 1985: Tatort: Schmerzensgeld
- 1985: Die Schwarzwaldklinik – Die Heimkehr
- 1985: Anne auf Green Gables (Anne of Green Gables; tv-miniserie)
- 1986: Der Fahnder – Der  Parasit (tv-serie)
- 1988: Der Alte – Der Freispruch
- 1989: Zimmer 36
- 1991: Die lieben Verwandten
- 1992: Ein Fall für zwei – Scheine spielen schwarz (tv-serie)
- 1993: Glückliche Reise – Portugal (tv-reeks)
- 1996: Tatort: Der Entscheider
- 1998: Alles Bob!
- 1999: No Sex (tv-film)
- 2001: SOKO Kitzbühel – Tod bei Tisch
- 2006: Der Traum ihres Lebens (tv-film)
- 2007: Winnetou darf nicht sterben (dokumentaire film)
- 2011: Kissenschlacht (tv-film)
- 2013: SOKO 5113 – Es bleibt in der Familie (tv-serie)

## Synchroonrollen
- Star Maidens[9]  (als Ossrawa (Octavia))
- The Count of Monte Christo[10] (als Madame de Villefort)
- Ein Zauberhaftes Mädchen (als Mrs. Allan)